# Большекалтайский сельсовет
Большекалтайский сельсовет — упразднённое сельское поселение и административно-территориальное образование в Залесовском районе Алтайского края Российской Федерации.
Административный центр — село Большой Калтай.

## История
Статус и границы сельского поселения установлены Законом Алтайского края от 2 декабря 2003 года № 64-ЗС «Об установлении границ муниципальных образований и наделении их статусом сельского, городского поселения, городского округа, муниципального района».
С 1 апреля 2021 года Большекалтайский сельсовет как муниципальное и административно-территориальное образование упразднён в связи с преобразованием Залесовского муниципального района в муниципальный округ.

## Население
| 1997 | 1998  | 1999 | 2000 | 2001 | 2002 | 2003 | 2004 | 2005 | 2006 |
| ---- | ----- | ---- | ---- | ---- | ---- | ---- | ---- | ---- | ---- |
| 1072 | ↘1023 | ↘991 | ↘972 | ↘936 | ↘892 | ↘842 | ↘811 | ↗818 | ↗833 |
| 2007 | 2008  | 2009 | 2010 | 2011 | 2012 | 2013 | 2014 | 2015 | 2016 |
| ↘799 | ↘785  | ↘778 | ↘651 | ↘649 | ↘600 | ↘575 | ↘558 | ↘544 | ↘508 |
| 2017 | 2018  | 2019 | 2020 | 2021 |      |      |      |      |      |
| ↘494 | ↘475  | ↘465 | ↘432 | ↘401 |      |      |      |      |      |

## Состав сельского поселения
| № | Населённый пункт | Тип населённого пункта       | Население |
| - | ---------------- | ---------------------------- | --------- |
| 1 | Большой Калтай   | село, административный центр | ↘388      |
| 2 | Талица           | село                         | ↘187      |

### Упразднённые населённые пункты
10 ноября 2009 года было упразднено село Верх-Бобровка